# Erdal Akdarı
Erdal Akdarı (* 5. Juni 1993 in Batman) ist ein deutsch-türkischer Fußballspieler.

## Geburt und Kindheit
Akdarı kam in der osttürkischen Stadt Batman auf die Welt. Als er zwei Jahre alt war, wanderte die Familie aus und zog ins niedersächsische Lüneburg.

## Karriere

### Verein
Akdarı begann in der Jugend des MTV Treubund Lüneburg mit dem Vereinsfußball.
2009 wechselte er in die Jugend von Hannover 96. Im gleichen Jahr begann er auch für Hannover 96 II aufzulaufen und wusste hier zu überzeugen. 2011 erhielt er bei 96 einen Profivertrag, kam aber für die erste Mannschaft nie zum Einsatz
Zur Saison 2012/13 zog es ihn in sein Geburtsland. Dort unterschrieb er bei Erstligist Kayserispor. Nach zwei Spielzeiten verließ Akdarı diesen Verein wieder.
Nach einem halben Jahr Vereinslosigkeit schloss sich Akdarı am 2. Februar 2015 der zweiten Mannschaft des Hamburger SV an. Er erhielt einen Vertrag bis zum Ende der Regionalligasaison 2014/15, kam bei seinem halbjährigen Gastspiel aber nur zu einem Einsatz. Seit 2015 spielt er beim SV Babelsberg 03.
Im Januar 2019 wurde er vom türkischen Zweitligisten Eskişehirspor verpflichtet. 2021 wechselte er zu Denizlispor.

### Nationalmannschaft
Akdarı durchlief von der U-17 bis zur U-20 alle Jugendnationalmannschaften der Türkei.